# 约阿希姆·高克
约阿希姆·高克（德語：Joachim Gauck，1940年1月24日—），曾任德意志联邦共和国第11任总统，前路德派牧師，是德國首位無黨籍總統。

## 生平
约阿希姆·高克于1940年1月24日在大德意志帝国罗斯托克市出生，曾经是一名牧师，父亲为船员。他在东德参与民主运动，两德统一后还领导政府机关，在1990年10月至2000年10月担任东德秘密警察档案馆联邦专员，负责开放东德共产党情治档案。2008年与捷克前总统瓦茨拉夫·哈维尔在布拉格签署《關於歐洲良知和譴責共產主義罪行布拉格宣言》。
高克被认为是德国和平统一的功臣，他曾经领导了促使推倒柏林墙的和平抗议运动，在德国民众间拥有较高的声望。

## 總統生涯
- 2010年6月，高克代表左派聯盟与克里斯蒂安·武尔夫一起作为德国总统候选人参加总统选举，结果败于武尔夫。
- 2012年2月17日，武尔夫因为貪污丑闻辞职。2月19日，德国执政联盟与主要反对党社民黨和綠黨达成妥协，确认高克为总统候选人。
- 2012年3月18日，高克经由德国联邦大会正式选举，获得991票赞成（选票总数为1,228票），当选联邦德国第11任总统，成為德國共和史上首位無黨籍總統。
- 2016年3月下旬，高克在德國駐北京大使館與獨立記者高瑜的律師莫少平與尚寶軍等會面，之後在上海對大學生演講時強調人權與自由的重要性。他以自身經驗譴責前東德共產政權剝奪人民自主權，沒有自由、平等與秘密的公開選舉，批評共黨政權讓民眾噤聲並羞辱與領袖唱反調的人，政府缺乏公信力，與民眾間互不信任，大多數人民不快樂也不自由，整個體制缺乏正當性。高克同時著重工會的重要性，而中國唯一的工會還掌控在政府手中。高克也強調學術自由，「大學要作為一個研究不受干擾、討論自由坦誠的地方，自由是珍貴之寶。」高克也表達德國對中國公民社會近來發生的一些事的擔憂。法國國際廣播電台報導德國媒體對高克的演說讚譽有加，認為是「包裝精美的嚴厲批評」。[3][4]
- 2016年6月6日，宣布因年齡問題，總統任期屆滿後將不再尋求連任。[5]
- 2017年3月19日，卸任德國總統，由原外交部长施泰因邁爾接任總統。

## 荣誉

### 外国勋章奖章
- 白隼大十字勋章附颈饰（英语：Order of the Falcon）（冰岛，2013年6月25日[6]）
- 巴斯爵级大十字勋章（英国，2015年6月[7]）

## 参見
- 德國總統
- 2012年德國總統選舉